# Байдак Іван (хорунжий)
Іван Байдак (4 липня 1897, с. Кривеньке, нині Чортківського району Тернопільської області — 6 червня 1971, м. Вінніпег, Канада) — український військовик, хорунжий січових стрільців армії УНР, громадський діяч у Канаді.

## Життєпис
Народився 4 липня 1897 року в с. Кривеньке (Королівство Галичини та Володимирії, Австро-Угорщина, нині Чортківського району Тернопільської області, Україна).
Навчався в Тернопільській гімназії. 1918 р. вступив у Києві в полк січових стрільців під командуванням Євгена Коновальця, з яким навесні 1919 р. воював на Кременеччині.
Від 1929 року — в Канаді. Секретар, голова Інституту товариства «Просвіта» у Вінніпезі (Манітоба). Голова Союзу колишніх українських вояків, Комітету політичних в'язнів і кредитної спілки Північного Вінніпега.
Помер 6 червня 1971 року в м. Вінніпег.